# Pheidole exarata
Pheidole exarata är en myrart som beskrevs av Carlo Emery 1896. Pheidole exarata ingår i släktet Pheidole och familjen myror. Inga underarter finns listade i Catalogue of Life.

## Bildgalleri

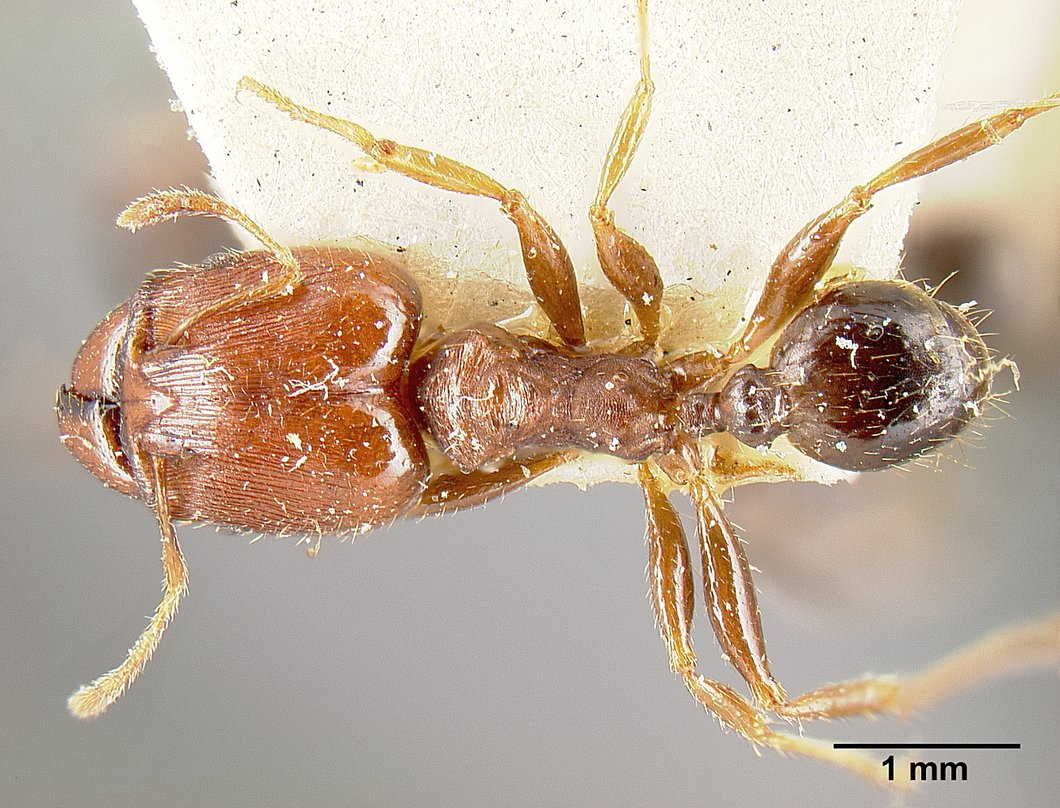
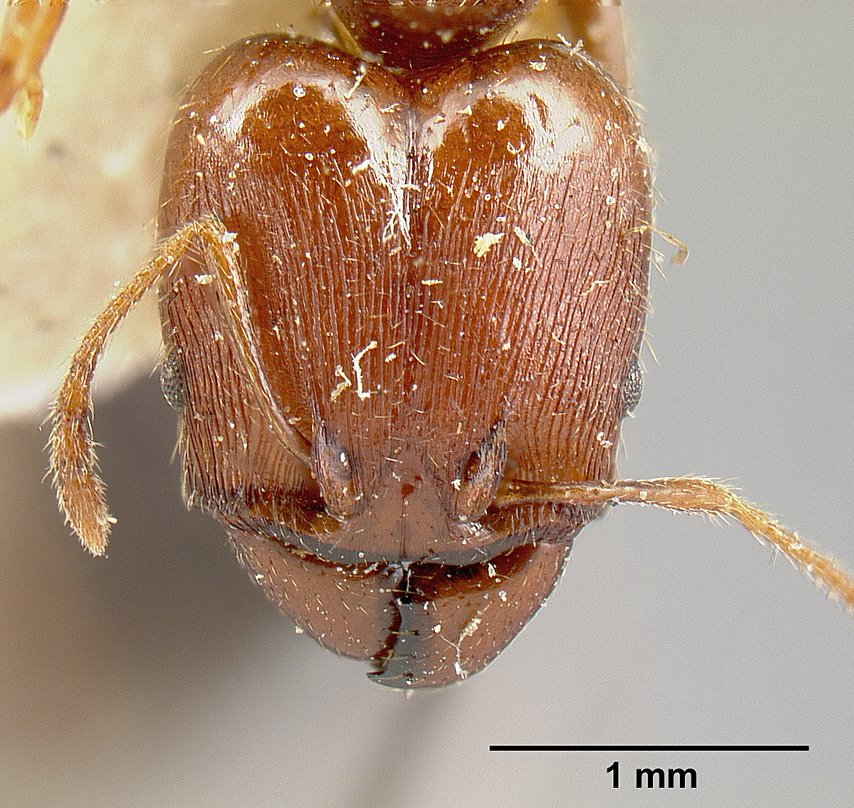
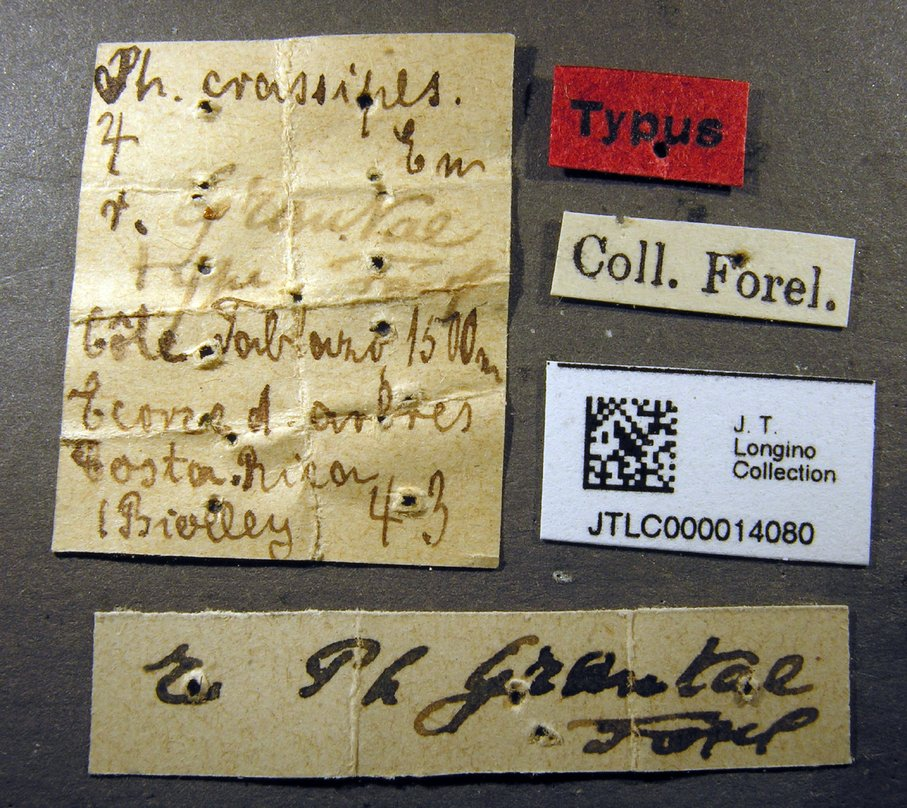
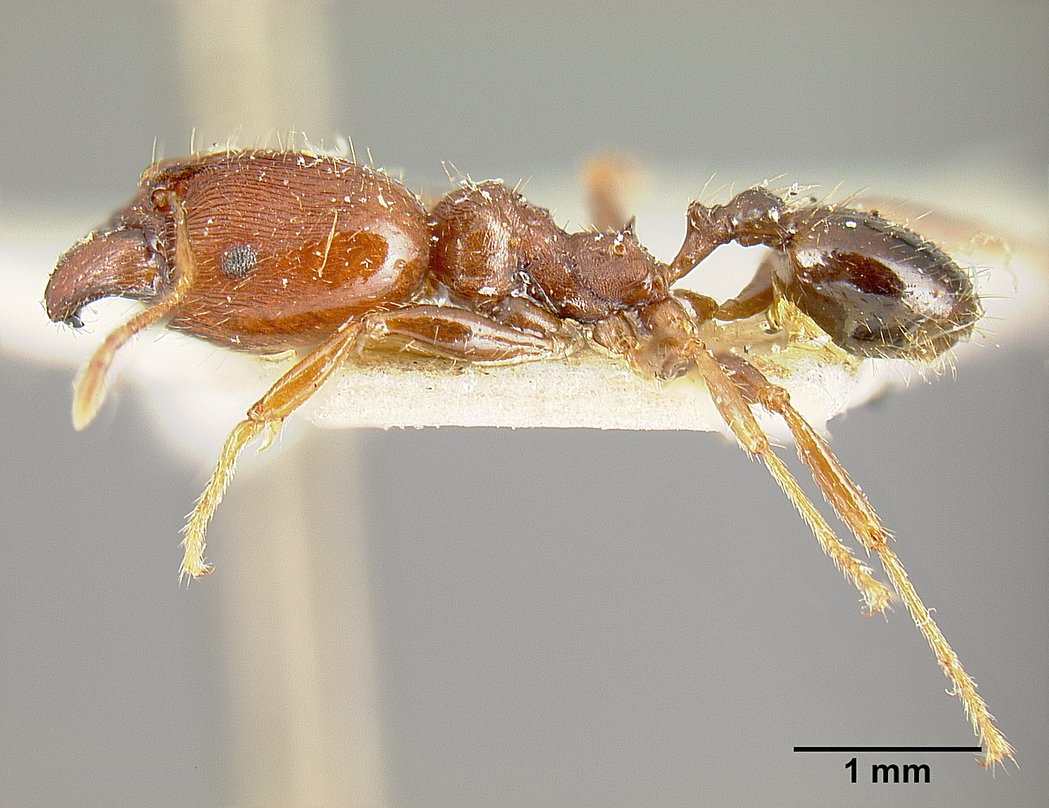
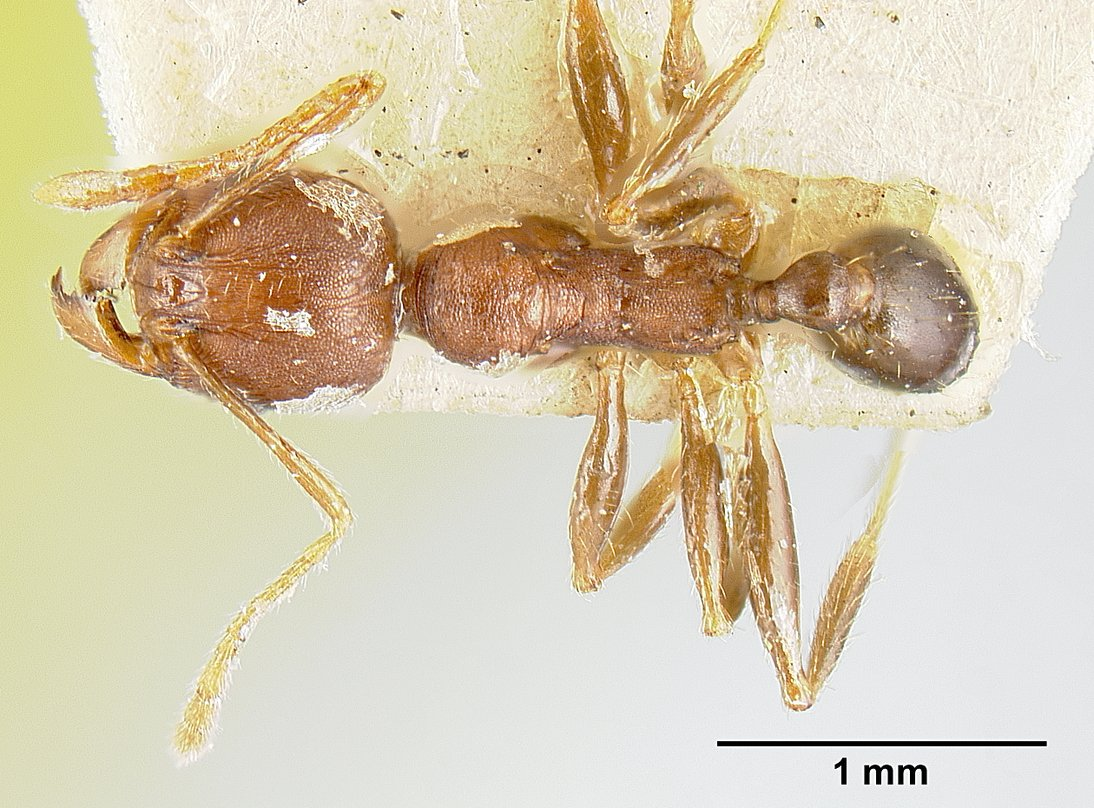
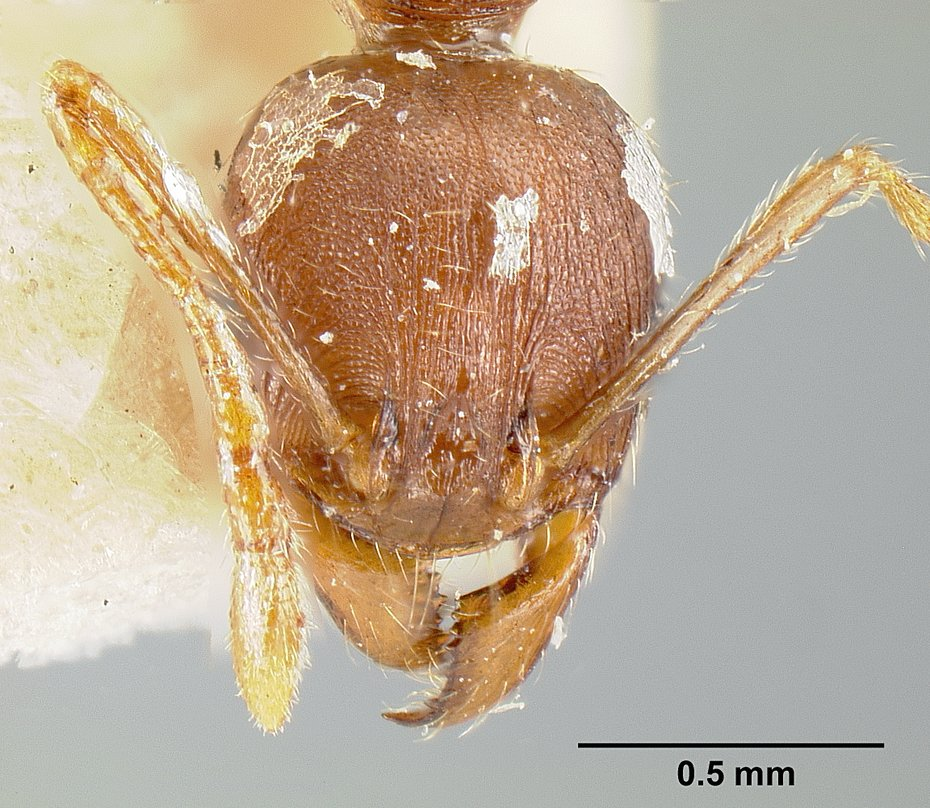